# Orasiopa grootaerti
Orasiopa grootaerti är en tvåvingeart som beskrevs av Tadeusz Zatwarnicki 2002. Orasiopa grootaerti ingår i släktet Orasiopa och familjen vattenflugor.
Artens utbredningsområde är Thailand. Inga underarter finns listade i Catalogue of Life.